# Terremoto de Veracruz de 1973
El terremoto de Veracruz de 1973, también conocido como el terremoto de Orizaba, ha sido el segundo terremoto más mortífero en la historia de México. Se desconoce el número exacto de víctimas, con estimaciones de entre 540 y 3000 personas fallecidas. Hasta el terremoto de México de 1985, había sido el sismo con más muertes de ese país.

## Historia
El terremoto, de magnitud 7.3 (MW) y de una duración aproximada de dos minutos, ocurrió el 28 de agosto a las 3:50 horas, despertando a los habitantes de los estados de Puebla y Veracruz.

## Consecuencias
El movimiento telúrico afectó principalmente la Zona Centro del estado de Veracruz, extendiéndose hasta Ciudad Serdán, Puebla, causando la muerte de entre 1200 y 3000 personas, de acuerdo a reportes oficiales y extraoficiales. El sismo provocó daños significativos en viviendas, edificios y comercios, así como la destrucción de iglesias importantes en la localidad de Ixtaczoquitlán, entre ellas la Iglesia de Santa María de Guadalupe. Se registraron miles de viviendas destruidas en Córdoba, Nogales, Río Blanco, entre otros municipios del Estado de Veracruz. Uno de los daños más significativos en la zona montañosa de Veracruz, fue el del Teatro Ignacio de la Llave, en Orizaba. Los municipios afectados destruidos casi por completo a causa del terremoto, lo cual generó un cambio significativo en la construcción de la mayoría de edificios de la región, que originalmente tenían una arquitectura de la época francesa de Veracruz.
El sismo también produjo daños muy graves en los estados de Puebla y Morelos; dejando centenares de muertos y gran devastación en Ciudad Serdán, la más afectada, junto con otros municipios del estado de Puebla.
El terremoto fue sentido en toda la zona centro de México, sin embargo los daños en el Distrito Federal (actualmente Ciudad de México) no fueron tan significativos como lo fueron en el Estado de Puebla y Veracruz, donde se percibió con intensidad de entre VII a XI, especialmente la zona centro de Veracruz y la zona este de Puebla. En el estado de Morelos se sintió con gran intensidad, así como en Oaxaca, particularmente en la zona norte de esta entidad. El sismo también fue sentido en el estado de Hidalgo y, por su distancia, pudo haber sido percibo en el estado de Tamaulipas. 
Distintos saldos de fallecimientos, de acuerdo con fuentes oficiales, fueron reportados: 540, 1000 y 1200 muertos; otras fuentes estiman 3000 muertos en total, con 1200 de ellos perteneciente al estado de Puebla. Esta cifra extraoficial ubica a este sismo como el que más muertes ha causado en los estados de Veracruz y Puebla y el segundo más mortífero de México. El segundo terremoto más mortífero del estado de Veracruz fue el terremoto de Xalapa de 1920, siendo también el tercero más mortífero de México.

## Derrumbes

### Orizaba
- "La Packard": Fue un edificio de departamentos abierto en 1952, contaba con tres niveles y la planta baja que era el estacionamiento. Al momento del terremoto eran los condominios más lujosos de Orizaba, con 35 departamentos. El 28 de agosto de 1973, pasados dos minutos del terremoto, el edificio colapsó con quince personas aún adentro. Las labores de rescate duraron dos días, en las que se sacaron a siete personas aún con vida, mientras que el resto de los cuerpos fueron rescatados los siguientes tres días al retirar escombros.
- Antigua Plaza de Toros: Ubicada sobre el bulevar "Calle Real" (hoy oriente 6) entre las calles Sur 21 y Sur 25, donde hoy se localiza Montosa, fue la primera plaza de toros de la región de las Altas Montañas, fundada en 1925. Pasadas cuatro horas del sismo, aproximadamente a las 8:30 horas, una fuerte réplica sacudió Orizaba y la Plaza, severamente dañada, terminó por colapsar. No hubo ninguna víctima mortal. Años más tarde la plaza fue reubicada en Oriente 4.
- "Cine Real": Antiguamente ubicado sobre la Calle Real, este cine inaugurado en 1923 colapsó al momento del sismo. No se registraron víctimas mortales.
- Primaria Josefa Ortiz de Domínguez: Ubicado sobre la Calle Real esquina con Calle Sur 7, el antiguo edificio colapsó durante una réplica del temblor, probablemente a las 12 del día. Tres personas quedaron atrapadas entre los escombros y fueron rescatadas con vida seis horas después.
- C.E.O.: El Centro Educativo Obrero (C.E.O.) antiguamente ubicado en las instalaciones del ahora palacio municipal sobre la avenida Cristóbal Colón, sufrió severos daños. Los pisos 2 y 3 colapsaron en algunas partes, pero no hubo víctimas mortales.
- San Juan de Dios: Actualmente sigue funcionando como una iglesia católica, aunque desde 1973 se le han cambiado la torre y cúpula, las cuales colapsaron por separado. La torre cayó al momento del sismo, mientras que la cúpula cayó 50 minutos después, luego de haber sido gravemente dañada. Muchos adornos del interior del templo cayeron, entre ellos un conjunto de ángeles de mármol de tamaño real, que se encontraban parados a los costados de las columnas; al caer estos ángeles, que alojaban los restos de sacerdotes que habían construido la iglesia, mucha gente acudió al lugar, por lo que se ordenó inmediatamente el traslado de los esqueletos al cementerio municipal.
- Torre de San José: El templo de San José de Gracia sufrió el colapso de la mitad de la torre, cayendo el reloj, el campanario del reloj y tan sólo sosteniéndose del campanario principal. Los meses siguientes al terremoto fueron dedicados a reconstruir la parte colapsada de la torre, además de un vitral en la ventana principal que hasta la fecha sigue roto.
- "La Soledad": El templo de Nuestra Señora de la Soledad, ubicado en la Calle Real entre Sur 8 y Sur 2 a un costado del templo de San José, sufrió el colapso de su torre oriente, la cual nunca fue reconstruida, así como la caída del reloj de la torre poniente y daños internos.
- "Hospital Civil": Actualmente el Museo de Arte del Estado, fue el hospital regional, ubicado a un costado del Santuario de La Concordia. Sufrió severos daños en su interior, quedando en pie únicamente la fachada y causando la muerte de 70 personas.
- Diversas casas y negocios orizabeños: Se estima que poco más de 200 casas y negocios de Orizaba se derrumbaron, dejando más de 300 muertes. 230 personas fueron rescatadas de entre los escombros, gracias al apoyo militar y de la solidaridad de civiles Orizabeños.

## Principales municipios afectados
- Ciudad Serdán (posible epicentro - SSN)
- Orizaba
- Ixtaczoquitlán (posible epicentro - SEGOB y CENAPRED)
- Córdoba
- Ciudad Mendoza
- Zongolica
- Río Blanco
- Acultzingo
- San José Independencia (posible epicentro - USGS)
- Atzitzintla
- Tehuacán
- Tlacotepec de Benito Juárez
- Tecamachalco
- Tepeaca